# General von Döbeln
General von Döbeln är en svensk dramafilm från 1942 i regi av Olof Molander. Den handlar om general Georg Carl von Döbeln.

## Handling
Det är i början av 1800-talet. Den folkkäre generalen von Döbeln arresteras efter att ha negligerat kronprinsens, den franske marskalken Bernadotte, order under krig. Vid en krigsrättegång döms han till fästning. Kronprinsen har motståndare som vill störta honom och som vill befria von Döbeln och låta honom leda ett uppror.

## Om filmen
Filmen premiärvisades den 26 oktober 1942. Filmen spelades in vid Sandrew-Ateljéerna i Stockholm med exteriörer från Stockholms slott, Cirkus i Stockholm och Älgö i Nacka av Hilding Bladh. Som förlaga har man Sven Stolpes roman Döbeln. En berättelse från 1813 som utgavs 1941 och pjäsen med samma titel som uruppfördes på Dramatiska Teatern i Stockholm 1941. För Edvin Adolphson blev det andra gången han spelade rollfiguren von Döbeln; första gången var i stumfilmen Fänrik Ståls sägner-del I 1926.
General von Döbeln har visats i SVT, bland annat 1999, 2012, 2020, 2022 och i september 2024.

## Rollista i urval
- Edvin Adolphson – general Georg Carl von Döbeln
- Poul Reumert – kronprins Karl Johan
- Eva Henning – Marianne Skjöldebrand
- Kolbjörn Knudsen – major Rutger Canitz
- Uno Henning – baron Carl Henrik Anckarsvärd, överste
- Ivar Kåge – general Johan August Sandels
- Rune Carlsten – auditör Turdfjäll
- John Ekman – general Adlercreutz
- Åke Claesson – präst
- Olof Sandborg – kommendant på Vaxholms fästning
- Magnus Kesster – kapten Wachenfeldt
- Harry Ahlin – löjtnant Troili
- Åke Engfeldt – löjtnant Hofsten
- Gunnar Björnstrand – löjtnant Bäckström
- Olav Riégo – general Ernst Gotthard von Vegesack
- Hans Strååt – löjtnant Wilhelm von Döbeln, general von Döbelns brorson
- Sif Ruud – piga på Vaxholms fästning

## Filmmusik i urval
- Björneborgarnas marsch (Porilaisten marssi), kompositör Christian Fredrik Kress, svensk text Johan Ludvig Runeberg, instrumental